# 学长团 (马来西亚)

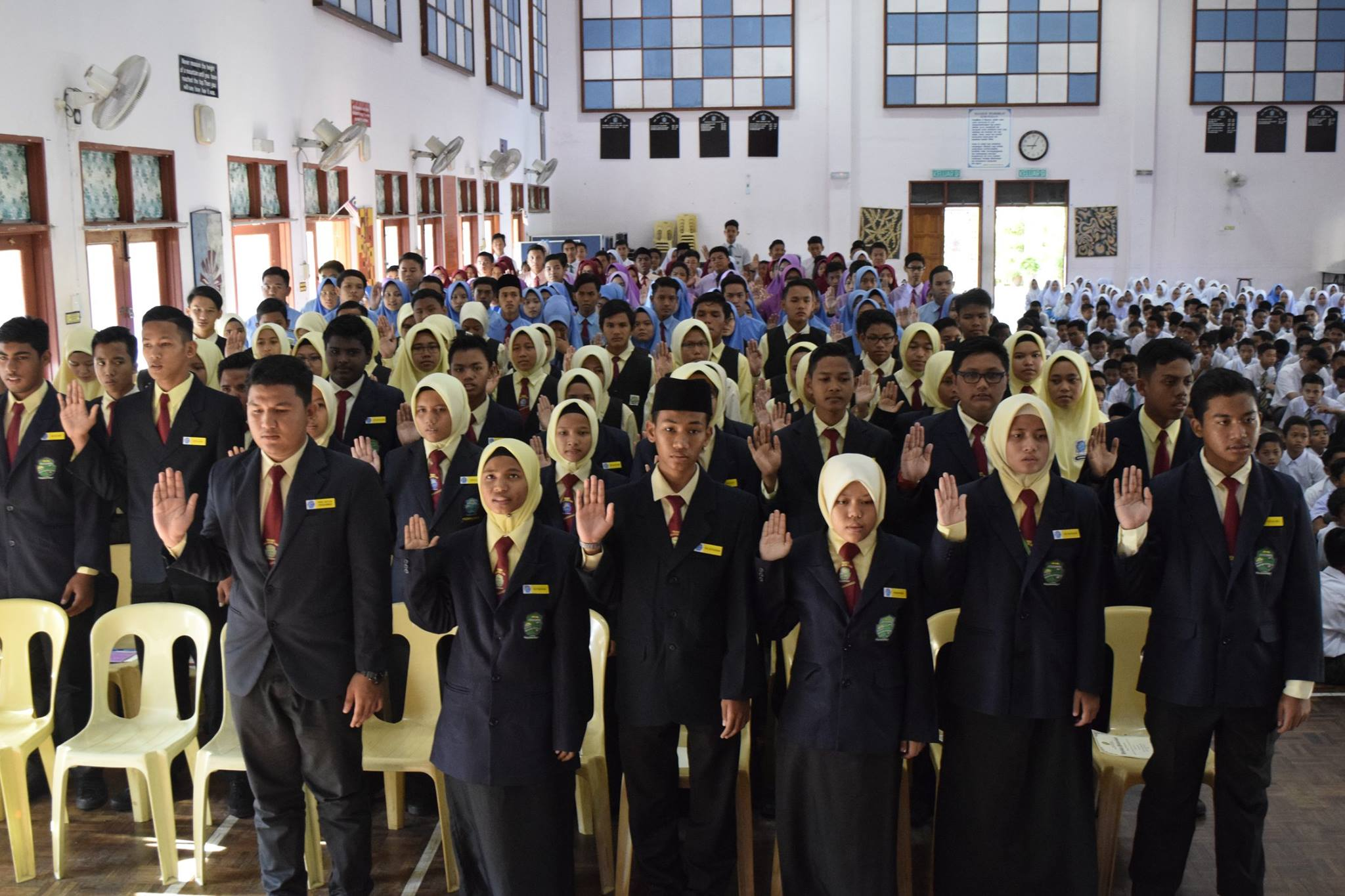
学长团成员在周会进行的宣誓就职仪式

学长团或级长团（直译：学生长团）是在马来西亚学校中负责监督和管理学生行为、维护纪律以及协助教师的模范学生组织。通常，学长团团员由主任从品行优良、学术和课外活动成绩优异的学生中选出，但是也有学生自愿担任这项职务；加入学长团的优势是可以学习教科书以外的演讲、领导和组织能力，并且获得更多课程辅助的加分项目，帮助学生在SPM后申请进入任何国立大学。
学长的类型，一般包括：
- 学校巡察员（英语：Hall monitor）[註 2]
- 图书馆管理员
- 合作社管理员
- 同侪辅导员[註 3]
- 贷书管理员

马来西亚中文的“学长团”一词，通常是用来特指“学校巡察员团”；除此之外，部分学校还设有反毒运动巡查员、宿舍管理员、祈祷室管理员、电脑室管理员和课外活动巡查员。

## 职责和制服

### 学校巡察员
学校巡察员（通称巡察员）负起维护校园安宁的责任，包括巡视走廊、执行站岗、纠察等工作；同时扮演学生长的角色，成为同学们的榜样，并帮助老师监督学生。 除此之外，巡察团的目标包括训练学生的纪律和领导能力，掌握软能力成为未来领袖。
巡察员的学生制服由各校自行制定标准，根据不同学校的穿着情况也有所不同，绝大多数情况与普通学生有明显分别。例如：上身穿着浅蓝色衬衫、领带、马甲或西装外套，下身穿着深蓝色长裤或裙子，以及黑鞋配黑袜。

### 图书馆管理员
图书馆管理员是学校图书馆服务团的成员，负责整理及监督学校资源中心的相关事务，包括图书借阅、归还、复印等工作，也称为“图书馆员”。 此外，部分学校的图书馆管理员由贷书学会（Kelab SPBT）的成员组成。
图书馆管理员的学生制服由各校自行制定标准，根据不同学校的穿着情况也有所不同，通常与普通学生有明显分别。例如：上身穿着浅黄色衬衫、领带和马甲，下身穿着棕色长裤或裙子，以及黑鞋配黑袜。

### 合作社管理员
合作社管理员是学校合作社的成员，成立合作社是为了销售文具、笔记本、练习本、作业簿、食品、饮料和运动服，学生可以学习经营与管理合作社。 通常，合作社管理员会穿着与巡察员、图书管理员、同侪辅导员不同的制服，具体情况由学校管理层自行决定。

### 同侪辅导员
同侪辅导员通常受过半专业培训，并在专业人士的监督下为同学提供关怀帮助。 在大多数学校，同侪辅导员都会穿着紫色衬衫，或者穿着普通校服配紫色马甲。

### 贷书管理员
贷书管理员是贷书学会的成员，责任是帮助老师管理“贷书计划”（Skim Pinjaman Buku Teks）。